# Abantis tettensis
Abantis tettensis là một loài bướm ngày thuộc họ Bướm nhảy. Loài này được tìm thấy ở Tây Nam Phi, Botswana, Transvaal, Bắc Cape, từ Zimbabwe đến Cộng hòa Dân chủ Congo và Kenya.
Sải cánh của loài này có độ dài 35–40 mm đối với con đực và 35–45 mm đối với con cái. Con trưởng thành mọc cánh từ tháng 9 đến tháng 4 năm sau (với đỉnh điểm từ tháng 10 đến tháng 11).
Ấu trùng ăn các loài thuộc chi Grewia bao gồm Grewia flava và Grewia monticola.